# Carl Curtius

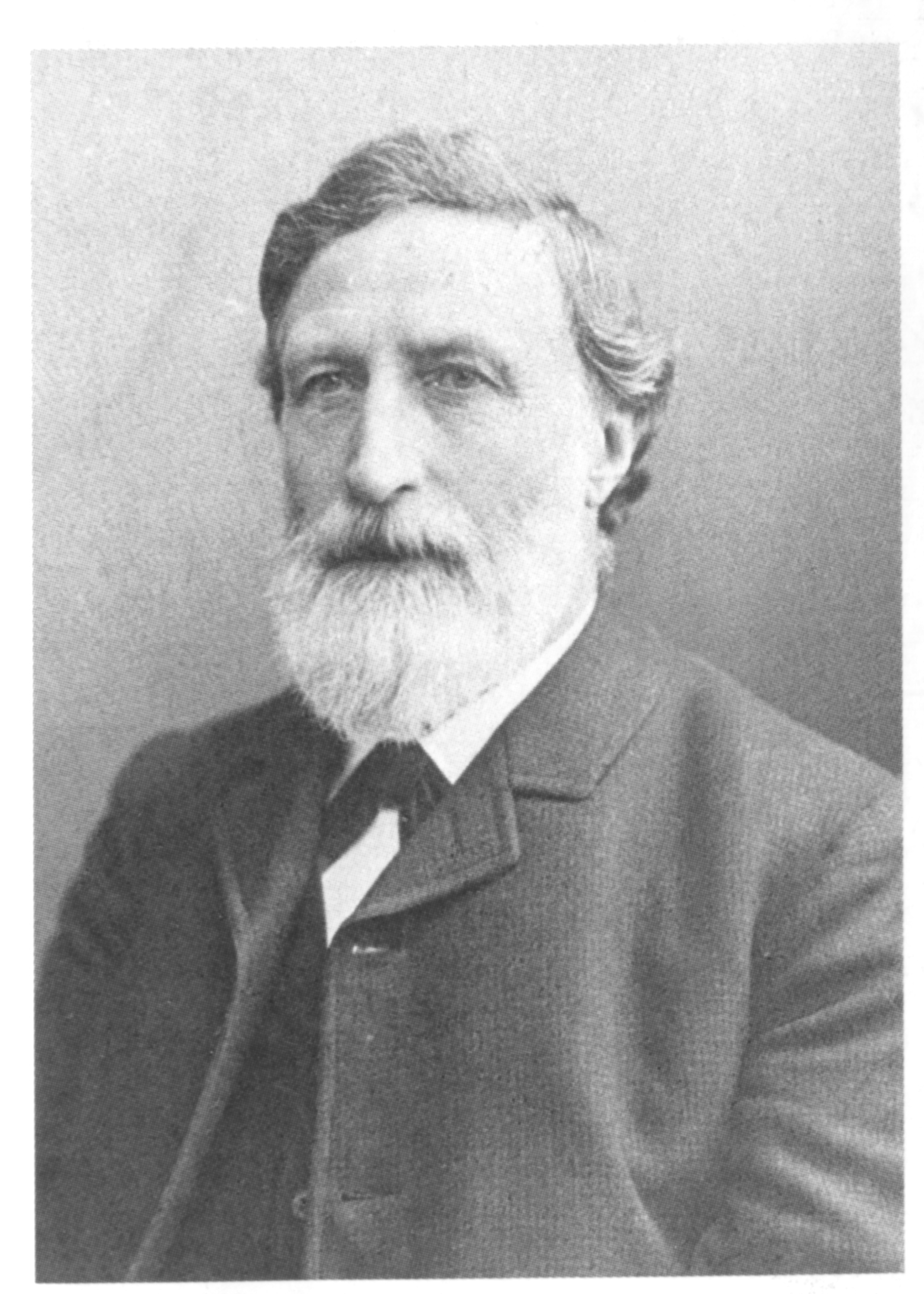
Carl Curtius

Carl Curtius (* 10. Dezember 1841 in Siebeneichen; † 28. Januar 1922 in Lübeck) war ein deutscher Altphilologe und Bibliothekar.

## Leben
Carl Curtius entstammte der Lübecker Gelehrten- und Politikerfamilie Curtius. Sein Vater Adolph Curtius (1804–1888) war Pastor in Siebeneichen und unterrichtete ihn bis zu seinem 14. Lebensjahr zuhause. Seine früh verstorbene  Mutter, Wilhelmine Luise, geb. Ganslandt (1811–1850), stammte aus einer Lübecker reformierten Kaufmannsfamilie und war eine Cousine von Emanuel Geibel. Zu Michaelis 1855 trat er in die Tertia des Katharineums ein, wo er zu Michaelis 1860 sein Abitur ablegte. Anschließend studierte er zwei Jahre Theologie an der Universität Erlangen, ging dann nach Berlin, wo er neben der Theologie das Studium der Klassischen Philologie aufnahm, und schloss dieses Studium an der Universität Göttingen ab. Seine wichtigsten akademischen Lehrer waren Ernst Curtius, ein Vetter seines Vaters, und Hermann Sauppe. Michaelis 1866 wurde er mit der Dissertation De actorum publicorum cura apud Graecos zum Dr. phil. promoviert und bestand wenig später das Oberlehrerexamen. Ostern 1866 trat er seine erste Stelle als Latein- und Griechischlehrer am Gymnasium Ernestinum in Gotha an. Während seiner Zeit in Gotha unternahm er Reisen nach Oberitalien, London und Kopenhagen und während einer Beurlaubung im Wintersemester 1869/70 eine längere Studienreise zu den antiken Stätten Griechenlands und Kleinasiens, auf der er zahlreiche altgriechische Inschriften sammelte und erforschte. Ostern 1871 wechselte er zum Gymnasium Christianeum in Altona und Michaelis desselben Jahres zum Gymnasium in Wesel. Ostern 1874 wurde er Oberlehrer am Katharineum zu Lübeck. Am 27. September 1879 wählte ihn der Lübecker Senat als Nachfolger des verstorbenen Wilhelm Mantels zum Stadtbibliothekar, dem die nebenamtliche Betreuung der Lübecker Stadtbibliothek mitsamt der städtischen Münzsammlung oblag. 1895 wurde Curtius zum Gymnasialprofessor ernannt. 1903 gelang es ihm, aufgrund der zunehmenden bibliothekarischen Arbeitsbelastung ganz vom Unterricht freigestellt zu werden. Damit wurde er faktisch zum ersten hauptamtlichen Lübecker Stadtbibliothekar. 1908 schied er auch formell aus dem Lehrerkollegium des Katharineums aus.
Als Bibliotheksleiter führte Curtius eine tiefgreifende Reorganisation der Bibliothek durch: Die Bestimmung im Testament des Stifters Heinrich Scharbau von 1759, dass die Bücher der Scharbauischen Bibliothek (Bibliotheca Scharboviana) getrennt von denen der Stadtbibliothek (Bibliotheca Publica) aufgestellt und katalogisiert werden mussten, hatte bisher zur Folge gehabt, dass die Bibliothek zwei separate Bestände verwalten musste. Curtius löste dieses Problem, indem er um die Jahrhundertwende die Stadtbibliotheksbestände der Fachgebiete Theologie, klassische Philologie, Altertumskunde und Philosophie komplett in die Scharbau-Bibliothek eingliederte und so einen einheitlichen Bestand schuf, ohne gegen die Bestimmungen des Testaments zu verstoßen. Dadurch wurde eine umfassende Neuaufstellung und -katalogisierung der Bibliothek möglich. Der Realkatalog wurde ganz neu angelegt, der bisherige alphabetische Bandkatalog durch einen Zettelkatalog abgelöst. In Curtius’ Amtszeit erfuhr der Bestand der Stadtbibliothek eine annähernde Verdoppelung; auch die Münzsammlung wurde beträchtlich vergrößert. Curtius konnte zwar eine Erhöhung des staatlichen Zuschusses von 5000 auf 6000 Mark pro Jahr erreichen; dieser Betrag reichte aber, trotz Pflichtexemplarsrecht auf alle in Lübeck erscheinenden Werke, für die Neuanschaffungen bei weitem nicht aus, zumal die bisher ausschließlich auf akademisch gebildete Benutzer ausgerichtete Bibliothek in zunehmendem Maße auch die Informationsbedürfnisse breiterer Bevölkerungskreise berücksichtigen musste.  Curtius baute daher ein umfangreiches Netzwerk innerhalb der Stadt auf, um durch Geschenke, Nachlässe und Übernahme ausgeschiedener Bücher von Behörden, Kirchen und Unternehmen den Bestand zu vergrößern. Insbesondere kam es zu einer engen Zusammenarbeit mit den wissenschaftlichen Vereinen der Stadt. Die von diesen abonnierten Fachzeitschriften standen zuerst nur den Mitgliedern zur Verfügung, nach einigen Jahren wurden dann die nicht mehr aktuellen Jahrgänge von der Stadtbibliothek übernommen. Durch den Abschluss eines Leihvertrags mit der Stadtbibliothek Hamburg wurde eine frühe Form der Fernleihe realisiert. Die wöchentlichen Öffnungszeiten der Bibliothek erhöhten sich von acht auf 18 Stunden. In Curtius’ Amtszeit fiel auch der Erwerb des literarischen Nachlasses von Friedrich Overbeck durch die Stadtbibliothek 1899.
Am 30. Juni 1919 trat Curtius mit 77 Jahren in den Ruhestand, nachdem er fast 40 Jahre lang die Stadtbibliothek geleitet hatte. Sein Nachfolger wurde Willy Pieth.
Curtius veröffentlichte zahlreiche kleinere Schriften, zunächst zu Themen der klassischen Philologie, in späteren Jahren zur Lübecker Buchgeschichte und Numismatik.

## Schriften (Auswahl)
- De actorum publicorum cura apud Graecos. Dissertatio quam conscripsit Carolus Curtius. G. F. Kaestner, Göttingen 1865 (Phil. Diss.)
- Zum Redner Lykurgos. In: Philologus. Zeitschrift für das klassische Alterthum, Bd. 24 (1866), S. 83–114 (Digitalisat im Internet Archive)
- Angeblicher Fund einer bei Demosthenes eingelegten Urkunde. In: Philologus. Zeitschrift für das klassische Alterthum, Bd. 26 (1867), S. 190–193 (Digitalisat im Internet Archive)
- Das Metroon in Athen als Staatsarchiv. Gotha 1868. (Schulprogramm Gymnasium Ernestinum Gotha)
- Griechische Inschriften: Mittheilungen aus Athen und dem Piraeus. In: Philologus. Zeitschrift für das klassische Alterthum, Bd. 29 (1870), S. 691–705 (Digitalisat bei Hathi Trust)
- Inschriften aus Ephesos. In: Hermes. Zeitschrift für classische Philologie, Bd. 4 (1870), S. 174–228 (Digitalisat bei DigiZeitschriften)
- Zwei attische Urkunden. In: Hermes. Zeitschrift für classische Philologie, Bd. 4 (1870), S. 404–412 (Digitalisat bei DigiZeitschriften)
- Der attische Friedhof vor dem Dipylon. In: Archäologische Zeitung, Bd. 29 (N. F. Bd. 4) (1872), S. 12–35 (Digitalisat im Internet Archive)
- Inschriften aus Kleinasien. In: Hermes. Zeitschrift für classische Philologie, Bd. 7 (1873), S. 28–46 (Digitalisat bei DigiZeitschriften)
- Inschrift aus Sestos. In: Hermes. Zeitschrift für classische Philologie, Bd. 7 (1873), S. 113–139 (Digitalisat bei DigiZeitschriften)
- Inschrift aus Lesbos. In: Hermes. Zeitschrift für classische Philologie, Bd. 7 (1873), S. 407–415 (Digitalisat bei DigiZeitschriften)
- Urkunden zur Geschichte von Samos (mit einer Tafel). Wesel 1873. (Schulprogramm Gymnasium Wesel) (Digitalisat in der UB Düsseldorf)
- Das altionische Alphabet auf Samos. In: Rheinisches Museum für Philologie, N. F. Bd. 29 (1874), S. 159–166 (Digitalisat im Internet Archive)
- Griechische Epigramme aus Kleinasien und dem Archipelagus. In: Monatsberichte der Königlich preußischen Akademie der Wissenschaften zu Berlin aus dem Jahre 1876. Berlin 1877, S. 341–354 (Digitalisat bei der Berlin-Brandenburgischen Akademie der Wissenschaften)
- Inschriften und Studien zur Geschichte von Samos. Lübeck 1877. (Schulprogramm Katharineum Lübeck)
- Friedrich Wilhelm Mantels. (Nachruf). In: Biographisches Jahrbuch für Altertumskunde Bd. 2 (1879), S. 22–28 (Digitalisat im Internet Archive)
- Friedrich Wilhelm Mantels. Ein Lebensbild. (Mit Schriftenverzeichnis.) Lübeck 1880. (Schulprogramm Katharineum Lübeck)
- Ueber Pliniushandschriften in Lübeck. In: Historische und philologische Aufsätze Ernst Curtius zu seinem siebenzigsten Geburtstage am 2. September 1884 gewidmet. Asher & Co, Berlin 1884, S. 327–337 (Digitalisat im Internet Archive)
- Der Travemünder Münzfund. In: Numismatisch-sphragistischer Anzeiger, Bd. 20 (1889), Nr. 5–7, S. 36–39, 41–45, 51–54
- Der Münzfund zu Travemünde und die lübeckischen Hohlmünzen. In: Zeitschrift des Vereins für Lübeckische Geschichte und Altertumskunde Bd. 6 (1892), S. 161–199 (Digitalisat der Zeitschrift  beim Verein für Lübeckische Geschichte und Altertumskunde; PDF, 55 MB)
- Aus dem Leben und Reisen von Prof. Friedrich Matz. Borchers, Lübeck 1891. 27 S.
- Beschreibung einer Reise durch das nordwestliche Deutschland nach den Niederlanden und England im Jahre 1683 von Jakob v. Melle und Christian Henrich Postel. (Aus einer Handschrift der Lübeckischen Stadtbibliothek herausgegeben.) Lübeck 1891. 48 S. (Schulprogramm Katharineum Lübeck) (Digitalisat in der UB Düsseldorf)
- Zur Erinnerung an Ernst Curtius. In: Lübeckische Blätter 39 (1897), S. 163–166, 177–180, 187–191 (Digitalisat im Internet Archive)
- Neubearbeitung von: Friedrich Jacobs: Hellas. Geographie, Geschichte und Litteratur Griechenlands. Krabbe, Stuttgart 1897 (Digitalisat bei Hathi Trust, nur mit US-Proxy)
- Zwei lübeckische Münzfunde. In: Zeitschrift des Vereins für Lübeckische Geschichte und Altertumskunde Bd. 7 (1898), S. 328–340 (Digitalisat der Zeitschrift  beim Verein für Lübeckische Geschichte und Altertumskunde; PDF, 50 MB)
- Originalausgaben von Schriften Schillers in der Stadtbibliothek zu Lübeck. In: Vaterstädtische Blätter Nr. 18/1905, 30. April 1905, S. 71–74 (Digitalisat der Zeitschrift beim Stadtarchiv Lübeck; PDF, 145 MB)
- Ueber einige Balhornsche Drucke in der Stadtbibliothek zu Lübeck. In: Zentralblatt für Bibliothekswesen Bd. 23 (1906), S. 109–116 (Digitalisat im Internet Archive)
- Staatsarchivar Professor Dr. Hasse †. In: Vaterstädtische Blätter Nr. 19/1907 vom 5. Mai 1907, S. 73–74 (Digitalisat der Zeitschrift beim Stadtarchiv Lübeck; PDF, 138 MB)
- Ein Münzfund im Cronsforder Forstrevier. In: Zeitschrift des Vereins für Lübeckische Geschichte und Altertumskunde Bd. 9 (1908), S. 192–208 (Digitalisat der Zeitschrift  beim Verein für Lübeckische Geschichte und Altertumskunde; PDF, 37 MB)
- Der Münzfund von Cronsforde bei Lübeck. In: Berliner Münzblätter. N.F., 29. Jg. 1908, No. 82, S. 154–172
- Thesen zu einer Disputation im St.-Katharinen-Kloster zu Lübeck. In: Zeitschrift des Vereins für Lübeckische Geschichte und Altertumskunde Bd. 12 (1910), S. 69–79 (Digitalisat der Zeitschrift  beim Verein für Lübeckische Geschichte und Altertumskunde; PDF, 88 MB)
- Zur Erinnerung an Professor Dr. Theodor Hach. In: Zeitschrift des Vereins für Lübeckische Geschichte und Altertumskunde Bd. 12 (1910/1911), S. 337–348 (Digitalisat der Zeitschrift  beim Verein für Lübeckische Geschichte und Altertumskunde; PDF, 88 MB)
- Medaillen aus der Franzosenzeit und den Freiheitskriegen in der Münzsammlung der Stadtbibliothek zu Lübeck. In: Von Lübecks Türmen, Jg. 1913, Nr. 11.
- Medaillen auf Luther und die Reformation. In: Vaterstädtische Blätter 1917, S. 13–18 (Digitalisat der Zeitschrift beim Stadtarchiv Lübeck; PDF, 77 MB)

## Ehrungen
Der Lübecker Bibliothekar und Medailleur Franz Weber schuf aus Anlass des 70. Geburtstags eine Porträtmedaille und aus Anlass der Verabschiedung in den Ruhestand eine Porträtplakette von Curtius.